# Стомпвейк

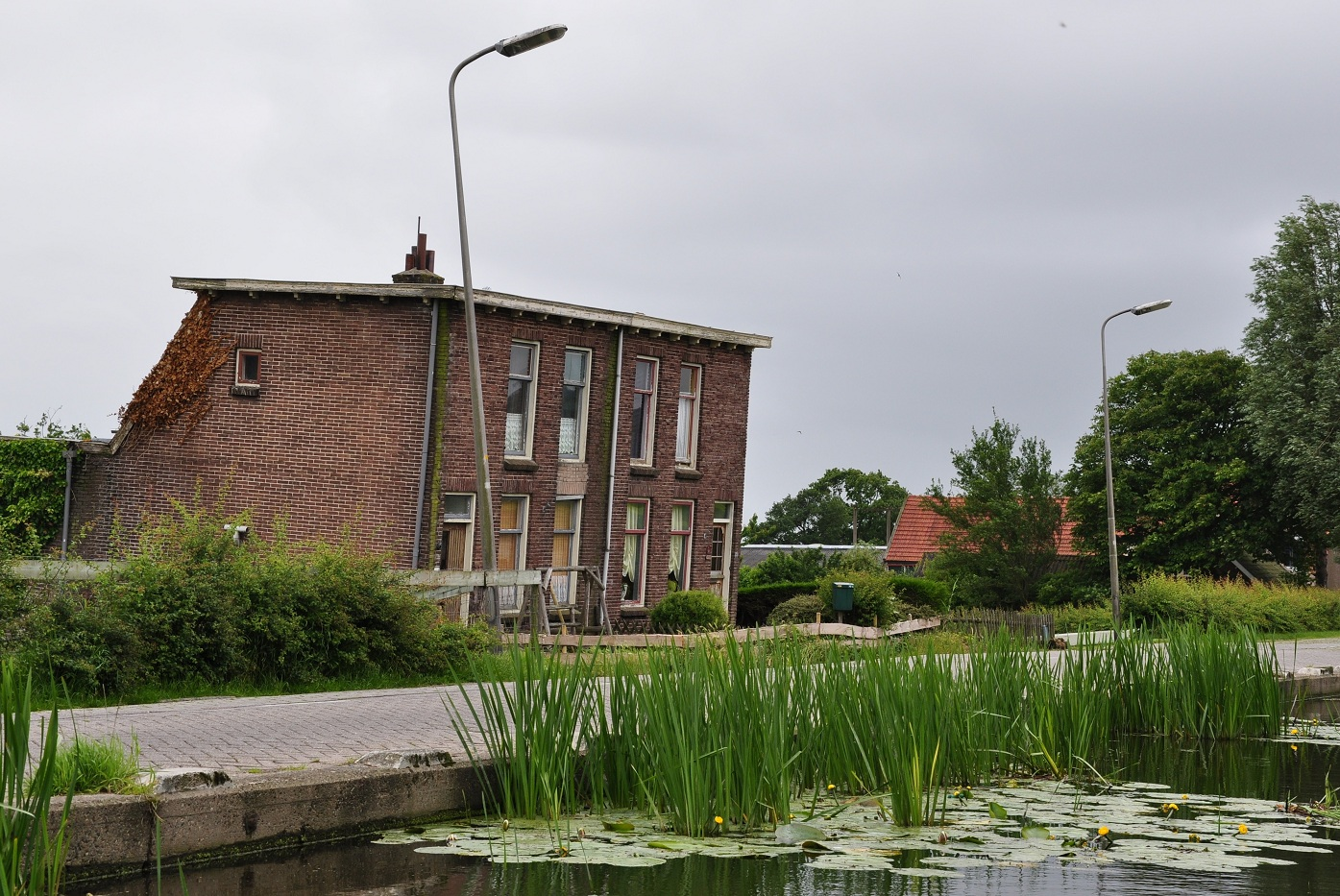
Осевшие дома вдоль дамбы Стомпвейка

Стомпвейк (нидерл. Stompwijk) — деревня в провинции Южная Голландия (Нидерланды), входит в состав муниципалитета Лейдсендам-Ворбург, расположена между городами Лейден и Зутермер.

## История
Впервые упоминание о существование населённого пункта в этих местах относится к 1285 году, когда началось расширение территории от мавров, населявших эти земли. Вся местность находилась на торфяных болотах, приходилось планомерно её осушать.
В 1840 году в Стомпвейке находилось 315 домов и 2323 жителя. Со временем границы деревни разделили на районы к которым отходила часть домов с населением. Часть отошла к югу города Лейдсендам, 29 домов отошли в район Вилсвена, 51 дом в общину Хаагоорд. Стомпвейк был отдельным муниципалитетом до 1938 года, пока не слился с Вером, чтобы создать новый муниципалитет Лейдсендам-Ворбург. Население составило 5103 человека. В 2009 году в Стомпвейке проживало 2352 человека и находилось около 1000 домов.

## Известные уроженцы и жители города
- Герард Корнелис ван Норт (1861—1946), католический богослов
- Ричард Суйтен (1967), шорт-трекист
- Эдвин Вуренс (1968), футболист
- Си Джуфферманс (1982), шорт-трекистка
- Том Ван Бек (1991), конькобежец